# 이종찬 (1987년)
이종찬(1987년 5월 26일 ~ )는 대한민국의 전 축구 선수이다. 현재 대전 시티즌의 유소년 산하 학교인 유성중학교 축구부의 감독이다.